# Museu Nacional de História Natural e da Ciência
Se procura o museu francês de nome semelhante, veja Muséum national d'histoire naturelle
O Museu Nacional de História Natural e da Ciência / Museus da Universidade de Lisboa (MNHNC / MULisboa) é um organismo da Universidade de Lisboa que tem como missão promover a curiosidade e a compreensão pública sobre a natureza e a ciência, através da valorização das suas colecções e do património universitário, da investigação, da realização de exposições, conferências e outras acções de carácter científico, educativo, cultural e de lazer. O Museu inclui as secções de história e cultura material da ciência, zoologia, antropologia, mineralogia e paleontologia. O seu espólio, do foro científico-cultural, é o resultado em grande parte da investigação do próprio museu, e de diversas expedições científicas para além das doações.
É um local privilegiado para investigadores de todas as nacionalidades, que com o estudo do património científico preservado, permite o desenvolvimento de teses de licenciatura, mestrado e doutoramento.
O Museu Nacional de História Natural e da Ciência também produz ou acolhe exposições permanentes e temporárias, é ainda sede de conferências, debates, promove cursos de formação bem como um variado tipo de eventos tendo sempre como objetivo a divulgação científica, cultural e artística.
O Museu conta também com uma forte vertente ligada às Artes Plásticas, tendo durante 25 anos exposições na Sala do Veado. Actualmente, conta com exposições de arte contemporanea em outros locais das suas instalações, como por exemplo a antiga loja, atrio ou laboratórios. Já contou com artistas como, Sofia Areal, Jorge Molder, Miguel Branco, Ana Vidigal, Joana Vasconcelos, Alexandre Estrela, entre outros.

## Instalações
O museu situa-se na Rua da Escola Politécnica, 58, em Lisboa. Este imóvel está classificado como Monumento de Interesse Público.
As instalações atuais do Museu Nacional de História Natural e da Ciência ocupam uma área que no século XVII correspondia à cerca do Noviciado da Cotovia com o seu horto, pertença da Companhia de Jesus e que, após a supressão desta, será ocupado pelo Real Colégio dos Nobres (1761–1837), o qual, por sua vez, daria origem à Escola Politécnica (1837–1911), e esta à Faculdade de Ciências, que aí funcionou entre 1911 e 1985.
Também na origem do museu estão as coleções do Real Museu da Ajuda (1858), de que os gabinetes de História Natural na Escola Politécnica foram herdeiros.
O MNHNC engloba os seguintes espaços ou instalações:
- Anfiteatro e Laboratório Químico
- Antigo Picadeiro do Colégio dos Nobres
- Jardim Botânico de Lisboa
- Jardim Tropical de Lisboa
- Observatório Astronómico da Escola Politécnica de Lisboa
- Observatório Astronómico da Ajuda

## História
O museu teve a sua origem no Real Museu de História Natural e Jardim Botânico, criado na segunda metade do século XVIII, na Ajuda (Lisboa). Foi depois alojado, por pouco tempo, na Real Academia das Ciências e finalmente transferido para a Escola Politécnica (1858), tomando primeiro a designação de Museu Nacional de Lisboa (1861).
O Jardim Botânico de Lisboa foi inaugurado em 1878.
Em 1911, com a criação da Universidade de Lisboa, o Museu foi declarado estabelecimento anexo à Faculdade de Ciências, tomando a denominação de Museu Nacional de História Natural (1926).

### Incêndio de 1978
A 18 de março de 1978, um violento incêndio destruiu grande parte do edifício da antiga Escola Politécnica, assim como as coleções de zoologia e parte das coleções de geologia. Começou na madrugada nos pavilhões pré-fabricados na atual jardineta do museu. Perderam-se milhares de exemplares.

### Mudança de instalações
A Faculdade de Ciências começou então o processo de mudança de instalações para o Campo Grande.
Em maio de 1985 foi criado o Museu de Ciência da Universidade de Lisboa, que passou a partilhar o espaço do Edifício da Politécnica com o Museu Nacional de História Natural.
Em 2003, novos estatutos dos museus autonomizaram-nos da Faculdade de Ciências, passando a ser tutelados diretamente pela Reitoria da Universidade de Lisboa.
O Museu Nacional de História Natural e o Museu de Ciência, juntamente com o Jardim Botânico anexo e o Observatório Astronómico de Lisboa foram fundidos em 2011 num novo organismo tendo adotado a designação de Museu Nacional de História Natural e da Ciência/Museus da Universidade de Lisboa (MNHNC/MULisboa).

## Coleções
O MNHNC possui as seguintes colecções:
- Antropologia

O principal acervo refere-se a uma coleção que se encontra entre as mais extensas e bem documentadas do mundo, iniciada em 1981 por Luís Lopes e mais tarde continuada por Hugo Cardoso, de cerca de 1700 esqueletos humanos, provenientes dos cemitérios de Lisboa.
Outro acervo conserva a Coleção Silva-Telles, coleção única de esqueletos de origem africana, constituída por mais de 100 crânios e ossos pós-cranianos diversos, depositada no museu pela Sociedade de Geografia.
Esta colecção, possui ainda material de contexto arqueológico proveniente do Convento do Carmo e da Quinta da Noiva em Lisboa e da Praça Rodrigues Lobo em Leiria. 
Inclui-se ainda neste acervo remanescentes de diversas coleções, entre as quais mais de 30 crânios da coleção constituída e doada em 1907 pelo médico e antropólogo Ferraz de Macedo e vários crânios de primatas não-humanos e outro material proveniente de escavações arqueológicas.
- Anfíbios e Répteis

Trata-se da maior coleção herpetológica nacional. 
Iniciada na década de 1980, a coleção é rica em espécies portuguesas, possuindo também exemplares de outras regiões do globo, em particular de África.
A coleção de anfíbios e répteis é constituída por 1786 lotes (cerca de 3.100 espécimes), sendo uma referência para o estudo da herpetofauna portuguesa e ibérica. 
A coleção é constituída principalmente por espécimes obtidos no território português, incluindo exemplares de todas as espécies de anfíbios, assim como da maioria das espécies de répteis. 
A coleção abrange Portugal continental e arquipélagos, mas existem também exemplares de países da Europa, América do Norte, América do Sul e África, em especial Guiné-Bissau e São Tomé e Príncipe.
A coleção inclui exemplares de várias espécies de anfíbios e répteis da Península Ibérica e do Norte de África, registadas após 1980, estando a coleção praticamente toda digitalizada e georreferenciada.
- Aracnideos

A coleção de aracnídeos é constituída por mais de 3.000 lotes, originárias principalmente de Portugal e países africanos de língua oficial portuguesa (PALOPs), que registam as respectivas biodiversidades.
Grande parte da coleção resultou da doação particular Barros-Machado, que inclui exemplares obtidos desde os anos 30 do século XX.
- Aves

Esta coleção é constituída por mais de 2700 exemplares, representantes de cerca de 300 espécies de cerca de 70 famílias, tratando-se de um importante depósito da biodiversidade da Península Ibérica e arquipélagos macaronésicos (arquipélagos dos Açores, Madeira, Canárias e Cabo Verde).
A coleção representa maioritariamente espécies portuguesas, embora existam também espécies africanas e várias espécies de aves marinhas sub-antárcticas. A maioria dos exemplares apresentam-se sob a forma tradicional de peles, existindo também exemplares naturalizados com valor expositivo e científico, bem como esqueletos, ovos e ninhos.
- Crustáceos

Esta coleção tem cerca de 5.000 lotes e compreende mais de 58.000 espécimes, sendo a ordem Decapoda a mais bem representada.
A coleção de Crustáceos foi iniciada na década de 1980 sendo essencialmente constituída por exemplares da costa continental portuguesa e dos antigos territórios portugueses em África, estes merecem especial destaque pelo seu número e por terem sido colhidos nas missões desenvolvidas pelo estado português nas colónias africanas nas décadas de 1940, 50 e 60. Mais de 4.300 exemplares documentam a diversidade da fauna carcinológica de Angola, Moçambique, Guiné-Bissau, Cabo Verde e S. Tomé e Príncipe.
- Insetos

A coleção de insetos é composta por cerca de 66.000 exemplares, que documentam a entomofauna portuguesa (de referir as campanhas levadas a cabo entre 1997 e 2003, que visaram representar a biodiversidade portuguesa) mas também de outros países da África, Europa, América e Ásia. Outros acervos importantes resultaram de doações de instituições e particulares, destacando-se a coleção doada pela família Mendoça, constituída por cerca de 13.000 espécimes e respectiva documentação. A coleção continua em crescimento com 2763 registos em 2013 e 2014. Em 2014 foi concluída a digitalização dos dados associados aos espécimes, sendo que 30 535 registos foram publicados e com acesso livre à comunidade científica.
- Invertebrados não artrópodes

Esta coleção é composta por 5.700 lotes, correspondendo a cerca de 45.000 exemplares. A coleção é um importante repositório da biodiversidade portuguesa e de alguns países dos PALOP, nomeadamente Angola, Cabo Verde e Moçambique. Existem também exemplares de outras regiões de África e Europa. Na coleção estão representados diversos filos, sendo que o filo com uma representação mais importante é o Mollusca. A coleção assume particular relevância nos bivalves de água doce, com representantes de todas as espécies nacionais.
- Peixes

Com cerca de 9.000 lotes a coleção compreende cerca de 75.000 espécimes, constituindo uma referência para o estudo da biodiversidade portuguesa. A coleção de Peixes inclui uma excelente representação da ictiofauna nacional, a nível taxonómico, geográfico e temporal, compreendendo todas as espécies nativas e exóticas referenciadas para Portugal, conferindo assim à coleção particular relevância científica, na medida que esta ictiofauna é muito rica em endemismos. Muitas das espécies nativas de peixes de água doce têm um estatuto de ameaça elevado e muitas das populações que se encontram documentadas na coleção sofreram grandes reduções populacionais na natureza ou já se encontram extintas. A coleção inclui também uma importante representação da biodiversidade marinha da costa continental portuguesa, possuindo os exemplares-referência capturados em território nacional.
De destacar as coleções de ictiofauna constituídas por mais de 9.500 exemplares, colhidas nas missões promovidas pelo estado português nas décadas de 1940, 50 e 60, nas antigos colónias portuguesas em África (Angola, Moçambique, Guiné-Bissau, Cabo Verde e S. Tomé e Príncipe).
- Larvas de Peixe

Esta coleção teve inicio em 2008, contando atualmente com cerca de 700 lotes e aproximadamente 17.000 exemplares, representando os estádios larvares de 108 espécies, sendo a única do género em Portugal. A maioria foi obtida em rios e estuários de Portugal, mas também possui espécimes da América do Norte, Turquia e República Checa. A coleção inclui representantes de 17 ordens, sendo as ordens Perciformes (35%), Cypriniformes (32%), Clupeiformes (15%) e Syngnathiformes (7%) as mais representativas. A coleção inclui também séries de desenvolvimento únicas de várias espécies endémicas da Península Ibérica.
- Mamíferos

A coleção de mamíferos é constituída por cerca de 6.000 exemplares que representam todas as 7 ordens de mamíferos e 23 das 25 famílias terrestres e marinhos que ocorrem em Portugal. A coleção teve o seu início na década de 1980 e é composta, maioritariamente, por mamofauna portuguesa. Grande parte do acervo deve-se à colaboração de investigadores, principalmente da Faculdade de Ciências da Universidade de Lisboa, que entregam no Museu os exemplares dos seus projetos de investigação. A incorporação de novos exemplares também resulta de parcerias com instituições de conservação que monitoram a fauna e recolhem animais mortos por atropelamentos ou arrojamentos em praias. A coleção é constituída por peles, crânios e esqueletos, existindo ainda alguns pequenos mamíferos conservados em meio líquido. Estão representadas 115 espécies, das quais 37 estão ameaçadas de acordo com o Livro Vermelho de Portugal. À exceção da Ordem Chiroptera (morcegos), a coleção possui exemplares de todas as espécies de mamíferos terrestres que ocorrem em Portugal. A coleção é muito procurada por investigadores nacionais e internacionais, uma vez que as penínsulas meridionais constituíram importantes refúgios para os mamíferos durante os períodos glaciares. Os mamíferos marinhos também estão bem representados, com cerca de 100 exemplares de 22 espécies de focas, baleias e golfinhos. Vários exemplares encontram-se naturalizados e alguns com esqueleto completo montado. Destaca-se a naturalização de um lobo-marinho (Monachus monachus) e um esqueleto montado de roaz-corvineiro (Tursiops truncatus). A coleção tem sido bastante requisitada, não só para as inúmeras utilizações na investigação científica e no ensino, mas também para estudos em técnicas de genética molecular, bem como objeto de trabalho nas artes plásticas.
- Banco de ADN de Plantas

Este banco garante ADN de qualidade de plantas para estudos de biodiversidade e suas aplicações, permitindo estudos taxonómicos, sistemáticos, genéticos, evolutivos e de conservação. A coleção tem como objetivo servir de base a permutas entre instituições, providenciando um recurso genético que poderá ser usado no futuro no âmbito de novos desenvolvimentos tecnológicos.
Particularmnte dedicada à conservação do ADN da flora portuguesa ameaçada, recebe também amostras provenientes de espécies preservadas no Banco de Sementes A. L. Belo Correia, da coleção viva do Jardim Botânico pertencente ao MNHNC, de espécies provenientes de expedições no terreno ou de projetos de investigação. Cada espécime catalogado é constituído pelo ADN conservado a -80 °C, pelos seus metadados que incluem identificação, referência GPS de origem, imagens, referência a um comprovativo depositado em herbário, entre outros. A coleção com início em 2010, baseia-se no laboratório de biologia molecular e Banco de Germoplasma do MNHNC, com o apoio de colaboradores. O banco conta com 1685 exemplares dos quais 696 estão catalogados.
- Banco de Sementes

O Banco de Sementes A.L. Belo Correia, inaugurado em 2001 é o maior e mais antigo banco de sementes de espécies autóctones em Portugal continental sendo uma infraestrutura de conservação e fonte de material de origem e qualidade controladas para investigação científica, cujo objectivo principal é a conservação de sementes da flora Portuguesa a longo prazo. Em 2015 possuía 3700 amostras de sementes, pertencentes a 1130 espécies, estando representada mais de 33% da flora e 57% das espécies protegidas de Portugal continental. Destacam-se na colecção aproximadamente 220 espécies da região submersa pela barragem de Alqueva e 250 espécies de plantas do Jardim Botânico. Nos últimos anos, a conservação das espécies ameaçadas tem sido uma prioridade permitindo implementar em Portugal a Estratégia Global para a Conservação das Plantas, que recomenda a conservação de 75% das espécies ameaçadas do país de origem até 2020, cumprindo assim as metas de conservação europeias e internacionais e seguindo as suas normas de recolha e conservação de sementes de forma a maximizar a qualidade, a longevidade e a diversidade genética das sementes conservadas. As sementes são conservadas em condições ideais de temperatura baixas e humidade. Nestas condições, as sementes podem manter-se vivas durante dezenas ou centenas de anos. A coleção constitui assim um seguro contra a extinção das plantas no seu habitat natural, disponibilizando sementes para a reabilitação de habitats, reintrodução de espécies ou reforço das suas populações e estarão disponíveis para programas de melhoria e obtenção de novas culturas num cenário de alterações climáticas.
- Arquivo de Sons Naturais

Este arquivo é um modelo acústico do mundo natural que contribui para a documentação e compreensão da organização e evolução da biodiversidade. O total de gravações é de cerca de 6000 horas que correspondem a 132355 gravações das quais 2800 horas são de gravações de paisagens acústicas, 50 h de gravações de espécies e 3000 h de gravações e monitorização. O arquivo inclui gravações de 200 espécies, maioritariamente de aves mas também, embora em menor número, mamíferos, anfíbios, peixes e insectos.
- Herbários

- Briófitos - Fungos - Líquenes - Vasculares
- Espermateca/Carpoteca
- Tecidos e ADN

Possui ainda colecções de:
- Desenhos
- Arte
- Mobiliário
- Memorabilia

bem como:
- Arquivo Histórico

O arquivo possui documentação histórica compreendida entre os séculos XVIII e XX. Inclui documentação manuscrita e iconográfica associada às coleções do museu, reúne arquivos institucionais de algumas das mais importantes instituições científicas de Lisboa e centros de investigação e reúne também espólios pessoais de cientistas portugueses. O Arquivo Histórico integra parte significativa dos acervos documentais provenientes de algumas das mais importantes instituições de ensino e de ciência de Lisboa, nomeadamente o Noviciado da Cotovia (1619–1759), Real Museu e Jardim Botânico da Ajuda (1763–1837), Colégio dos Nobres (1761–1837), Escola Politécnica de Lisboa (1837–1911), Museu Nacional de História Natural (1858–2011), Faculdade de Ciências da Universidade de Lisboa (1911–1985), Museu de Ciência da Universidade de Lisboa (1985–2011), Sociedade Portuguesa de Matemática (1940–1948) e de outros centros de investigação. Inclui também os espólios pessoais de Arruda Furtado (Séc. XIX), Branca Edmée Marques, Armando Gibert, Maria Alzira Almoster Ferreira, Carlos das Neves Tavares, Carlos Almaça (Séc. XX).
- Biblioteca Histórica

A biblioteca histórica, reúne o espólio bibliográfico mais antigo do museu com origem nos gabinetes e museus da antiga Escola Politécnica de Lisboa, tratando-se de biblioteca de livro antigo com obras desde finais do século XV até ao Século XVIII, num total de 1472 volumes (1121 títulos), versando sobre as inúmeras áreas científicas e humanísticas, incluindo 8 incunábulos, sendo o mais antigo, uma rara edição do Compendium perclarum (Veneza, 1486) de Paolo de Pergola. É uma das mais importantes bibliotecas científicas do país, com 700 títulos relativos às mais variadas áreas das ciências naturais, desde a física, química, matemáticas, botânica, geologia e zoologia, entre outras. Possui também uma extensa coleção de obras de história, direito e teologia, muitas das quais provenientes das antigas bibliotecas conventuais, do Noviciado da Cotovia e algumas do Colégio dos Nobres, instituições que antecederam o MUHNAC. A Biblioteca Histórica é herdeira e preserva parte dos livros da biblioteca do antigo Real Museu e Jardim Botânico da Ajuda (1768–1836), constituída por 137 volumes (70 obras), maioritariamente de botânica, publicadas entre o século XVI e XVIII, adquiridas para servir a instrução dos Infantes D. José (1761–1788) e D. João (1767–1826) e para apoio do trabalho dos naturalistas ao serviço do Real Museu e Jardim.
A Biblioteca Histórica está na dependência do Departamento de História e Cultura Material da Ciência.

## Ligação externa
- Sítio do Museu Nacional de História Natural e da Ciência
- Ficha da UMAC sobre o Museu